# Zespół von Hippla-Lindaua

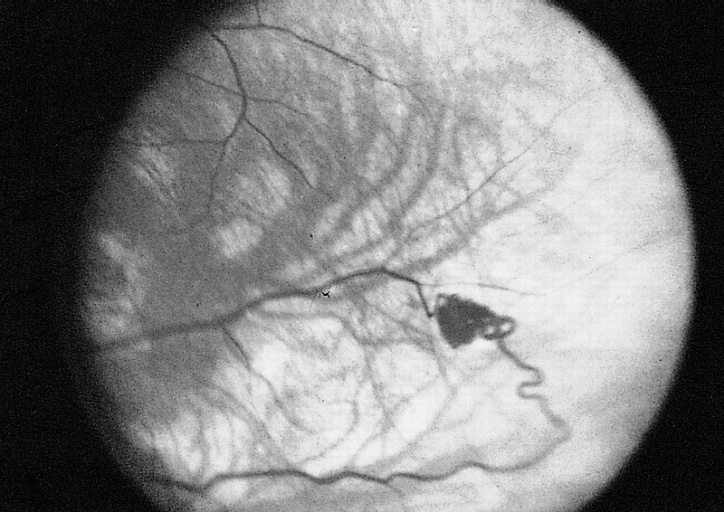
Naczyniak siatkówki na angiogramie pacjenta z zespołem von Hippla-Lindaua

Zespół von Hippla-Lindaua, choroba von Hippla-Lindaua, naczyniakowatość siatkówkowo-móżdżkowa, HLS (od ang. Hippel-Lindau syndrome), VHL (od ang. von Hippel-Lindau) (łac. hemangioblastomatosis, angiophakomatosis retinae et cerebelli) – rzadkie schorzenie genetyczne należące do grupy fakomatoz, dziedziczone autosomalnie dominująco. Zespół opisali niezależnie od siebie Eugen von Hippel w 1894 i Arvid Lindau w 1926 roku. Przyczyną choroby jest mutacja w obydwu allelach genu VHL, z których jedna jest dziedziczna a druga następuje spontanicznie. Choroba charakteryzuje się zwiększoną predyspozycją do nowotworów nerek, ośrodkowego układu nerwowego, szczególnie móżdżku, nadnerczy i siatkówki. Nie ma metody leczenia przyczynowego, ale poradnictwo i badania genetyczne pozwalają coraz częściej zdiagnozować ją, zanim pojawią się zagrażające życiu guzy nowotworowe.

## Epidemiologia
Częstość występowania heterozygot w całej populacji Anglii Wschodniej została oceniona na 1:53 000, a wśród żywych urodzeń na 1:36 000. Badania populacyjne w Niemczech określiły częstość choroby na 1:38 951. Szacuje się, że w Polsce żyje około 1000 pacjentów z chorobą von Hippla-Lindaua.

## Etiologia
Choroba jest dziedziczona autosomalnie dominująco. Wiąże się z mutacją germinalną genu supresorowego kodującego białko von Hippla-Lindaua na chromosomie 3. Mutacja jednego z alleli jest wrodzona, a objawy ujawniają się, gdy dojdzie do somatycznej mutacji drugiego. Mechanizm ten określa się jako utratę heterozygotyczności (LOH, ang. loss of heterozygosity). Potwierdza on hipotezę Knudsona. U większości pacjentów mutacja konstytucyjna genu VHL jest dziedziczona od rodzica, mutacje de novo odpowiadają za około 15% przypadków zespołu von Hippla-Lindaua. Rzadko do mutacji dochodzi na etapie rozwoju zarodka. Obecna jest wtedy tylko w części komórek pacjenta (mozaicyzm).
Istnieją dowody, że polimorfizm genu cykliny D1 (CCND1) w locus 11q13 może modyfikować fenotyp chorych z mutacją w genie VHL.

## Patofizjologia

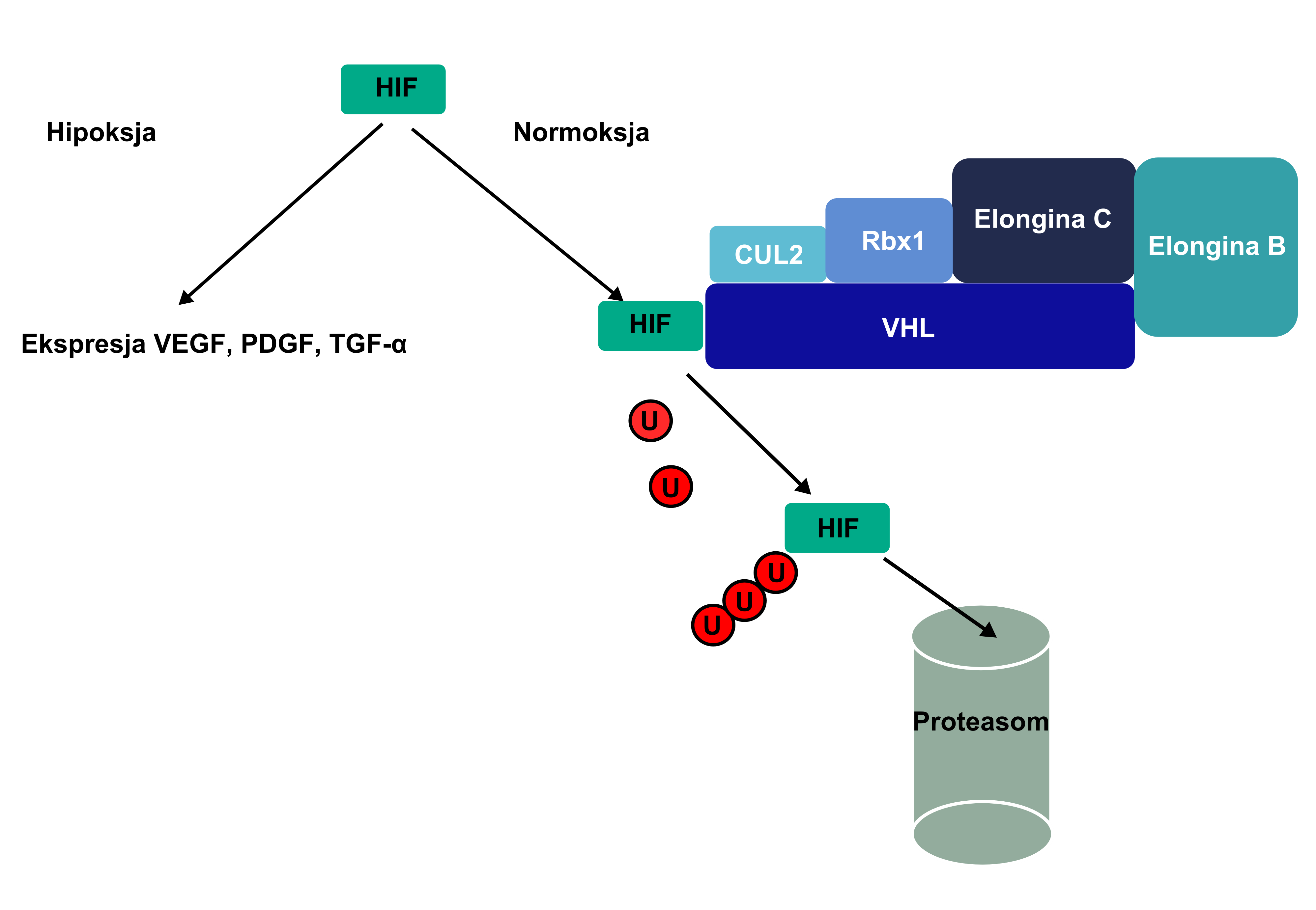
Schemat przedstawiający działanie kompleksu VHL-elongina B-elongina C (VBC). U oznacza ubikwitynę

Produkt białkowy genu VHL ma długość 213 reszt aminokwasowych i działa w kompleksie z białkami elonginą B i elonginą C. Funkcją kompleksu VHL-elongina B-elongina C (VBC) jest wiązanie specyficznych białek i ich ubikwitynacja (kompleks ma aktywność ligazy E3). Stwierdzono, że substratami kompleksu VBC są białka HIF1α i HIF2α, a także atypowa kinaza białkowa λ. Miejsce wiązania substratu stanowi domena β białka VHL; następnie białka podlegają ubikwitynacji i tak naznaczone, degradowane są w proteasomach. Białka HIF są głównymi czynnikami transkrypcyjnymi w komórce w warunkach hipoksji. Przyczyniają się między innymi do transkrypcji genów kodujących czynniki wzrostu – VEGF, PDGF, TGF-α. Gdy stężenie parcjalne tlenu w komórce jest prawidłowe, czynniki HIF są degradowane właśnie przy udziale kompleksu VBC. Mutacja w genie VHL i dysfunkcja białka, a w konsekwencji dysfunkcja kompleksu VBC, prowadzi do rozregulowania tego mechanizmu; czynniki HIF są aktywne niezależnie od stężenia parcjalnego tlenu w komórce, co prowadzi do nadprodukcji czynników wzrostu. Prawdopodobnie jest to mechanizm molekularny odpowiedzialny za nieprawidłową angiogenezę w bogato unaczynionych guzach spektrum zespołu von Hippla-Lindaua. Niedawno stwierdzono, że substratem kompleksu VBC jest atypowa kinaza białkowa λ. Akumulacja tego białka prowadzi do nadprodukcji czynnika B-jun, hamującego proces apoptozy w komórkach z grzebienia neuronalnego rdzenia nadnercza. Przypuszcza się, że jest to jeden z mechanizmów molekularnych patogenezy guza chromochłonnego u chorych z zespołem von Hippla-Lindaua.

## Objawy i przebieg
U chorych z zespołem von Hippla-Lindaua obserwuje się mnogie nowotwory, z których najistotniejsze, z klinicznego punktu widzenia, lokalizują się w móżdżku, rdzeniu kręgowym, siatkówce, rdzeniu nadnercza i w nerce. Obok nich szereg mniej istotnych klinicznie zmian może występować w innych narządach. Nowotwory rozwijające się w zespole von Hippla-Lindaua są zwykle wieloogniskowe, obustronne i występują w zdecydowanie młodszym wieku niż w przeciętnej populacji.
| Objaw                                             | Częstość (%) |
| ------------------------------------------------- | ------------ |
| Naczyniaki krwionośne zarodkowe móżdżku           | 57-60        |
| Naczyniaki siatkówki                              | 41-59        |
| Rak jasnokomórkowy nerki                          | 41-59        |
| Naczyniaki krwionośne zarodkowe rdzenia kręgowego | 13-14        |
| Guz chromochłonny                                 | 7-19         |
| Guz worka endolimfatycznego                       | 11%          |

### Ośrodkowy układ nerwowy

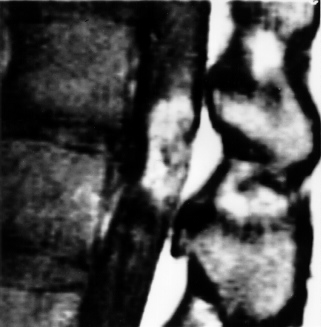
Obraz RM ze wzmocnieniem kontrastowym stożka rdzeniowego i ogona końskiego wykazujący obecność naczyniaka zarodkowego stożka rdzeniowego. Ta lokalizacja guza może sugerować wyściółczaka

U wielu pacjentów pierwszym objawem choroby jest wystąpienie zmian narządowych w ośrodkowym układzie nerwowym o charakterze naczyniaków zarodkowych. Najczęstsze (75%) są w móżdżku (haemangioblastoma cerebelli); poza móżdżkiem, guzy tego typu lokalizują się także w rdzeniu przedłużonym (haemangioblastoma medullae oblongatae) i rdzeniu kręgowym (haemangioblastoma medullae spinalis). Objawy wywoływane przez guza zależą od jego lokalizacji i rozmiarów. Guzy móżdżku początkowo nie dają objawów; potem pojawiają się bóle i zawroty głowy, nudności i wymioty, objawy móżdżkowe, dysmetria i porażenie nerwu IX. Naczyniak zarodkowy rdzenia przedłużonego objawia się z reguły bólami głowy, nudnościami, wymiotami, upośledzeniem czucia i motoryki, zaburzeniami połykania, oddychania. Naczyniaki zarodkowe rdzenia kręgowego dają bardzo niespecyficzny zestaw objawów obejmujący bóle, niedowłady, zaniki mięśniowe, zaburzenia czucia głębokiego i/lub powierzchniowego. W obrębie rdzenia przedłużonego i rdzenia kręgowego może rozwinąć się jamistość rdzenia (syringomyelia).

### Narząd wzroku

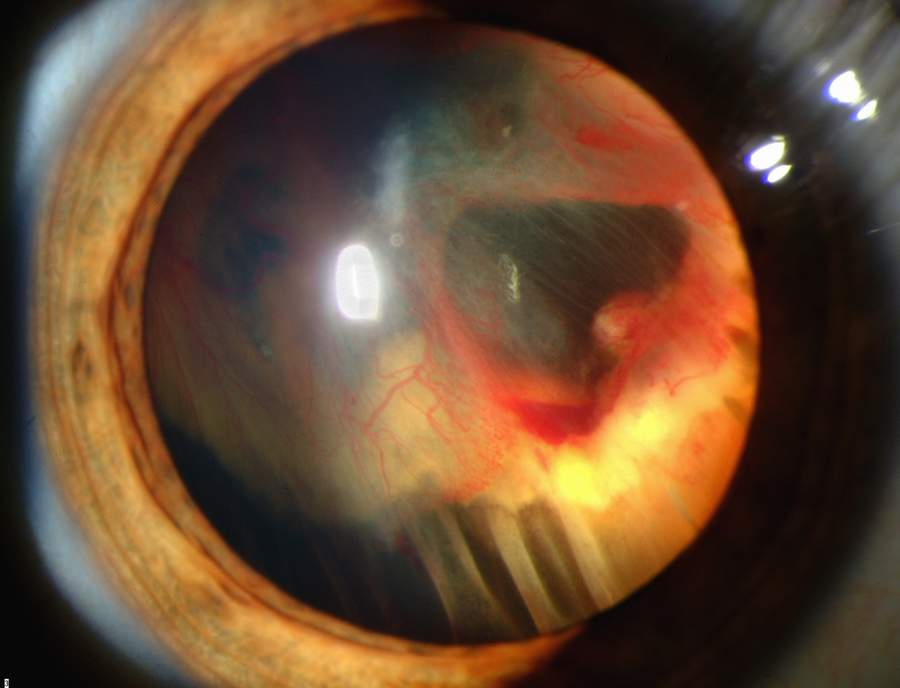
Zdjęcie z lampy szczelinowej pokazujące odwarstwienie siatkówki u pacjenta z chorobą von Hippla-Lindaua

Najwcześniej stwierdzaną w przebiegu choroby zmianą są naczyniaki zarodkowe siatkówki (haemangioblastoma retinae). Nieleczone guzy siatkówki prowadzą do stopniowej utraty wzroku.

### Nerki

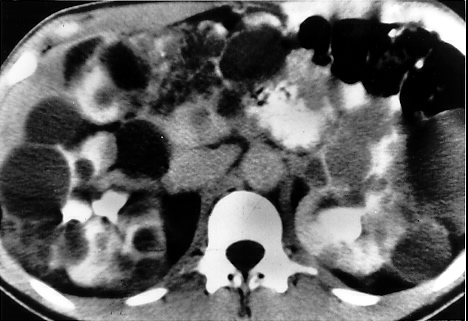
Obraz tomografii komputerowej jamy brzusznej pacjenta z HLS z licznymi torbielami w obu nerkach. Obraz kliniczny bardzo przypomina dziedziczoną autosomalnie dominująco wielotorbielowatość nerek (ADPKD)

W nerkach pacjentów z zespołem von Hippla-Lindaua rozwijają się zmiany nienowotworowe o charakterze torbieli prawdziwych (cystes renis), zmiany nowotworowe łagodne o charakterze torbielakogruczolaków (cystadenomata) i nowotwory złośliwe – rak nerkowokomórkowy (carcinoma renocellulare). Torbiele nerek są bezobjawowe. Rak nerki rozwija się w obrębie torbieli, zazwyczaj jest to rak jasnokomórkowy (clear-cell carcinoma). W zespole von Hippla-Lindaua dotyczy ponad 70% pacjentów – jest to najczęstsza przyczyna rodzinnego występowania nowotworu złośliwego nerki. Rozwija się w młodym wieku, często obustronnie i wieloogniskowo; późno daje przerzuty.

### Nadnercza i pień współczulny

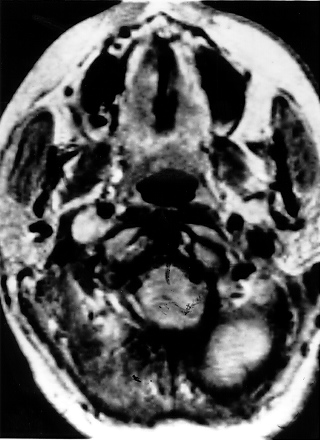
Obraz RM T_{2}-zależny podstawy czaszki pacjenta z HLS. Dająca silny sygnał zmiana w połączeniu z danymi klinicznymi pozwoliła na postawienie diagnozy przyzwojaka z kłębka szyjnego

W nadnerczach lub pniu współczulnym pacjentów z zespołem von Hippla-Lindaua rozwija się guz chromochłonny nadnerczy (pheochromocytoma). Rzadsze są, dające podobne objawy, przyzwojaki (paraganglioma), rozwijające się z narządu Zuckerkandla. Guz chromochłonny w HLS rozwija się najczęściej w jednym albo obu nadnerczach, może też lokalizować się wzdłuż całego pnia współczulnego w obrębie jamy brzusznej, klatki piersiowej, szyi i głowy. W zespole Hippla-Lindaua pheochromocytoma rzadko złośliwieje. Objawy guza chromochłonnego to okresowe lub utrwalone nadciśnienie tętnicze, napady potów, bóle głowy, uczucie niepokoju, kołatanie serca, nudności, bóle brzucha, hipotensja ortostatyczna, hiperglikemia. Rzadko guz wydziela dopaminę mogącą dawać objaw hipotonii, albo ACTH, dając objawy hiperkortyzolemii. Około 5% pacjentów z HLS umiera w przełomie nadnerczowym.

### Trzustka

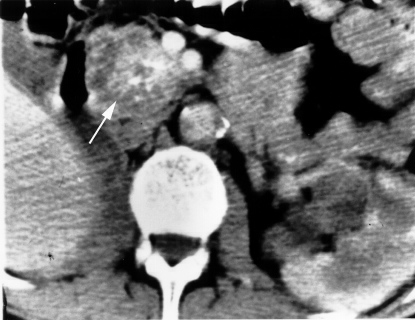
Gruczolak torbielowaty głowy trzustki u pacjenta z HLS w obrazie RM. Zmianę pokazuje strzałka; w guzie widać zwapnienia i torbiele

W trzustce mogą występować pojedyncze lub mnogie torbiele prawdziwe. Rzadziej rozwijają się nowotwory tego narządu, zazwyczaj o charakterze guzów neuroendokrynnych.

### Narząd słuchu

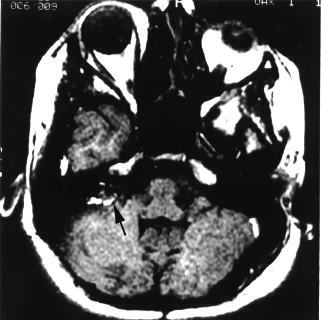
Obraz RM T_{1}-zależny głowy pacjenta z HLS bez wzmocnienia kontrastowego pokazuje zmiany w lewej gałce ocznej i ogniska wysokiego sygnału w przestrzeni nadtwardówkowej, odpowiadające lokalizacji ELST

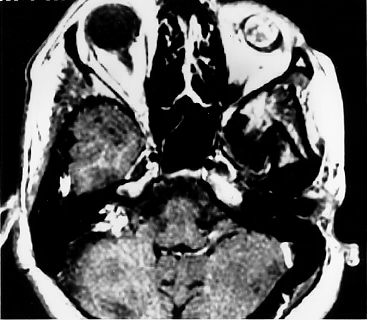
Obraz RM T_{1}-zależny ze wzmocnieniem kontrastowym uwidacznia zmiany w obydwu gałkach ocznych i ELST w tylnym dole czaszki

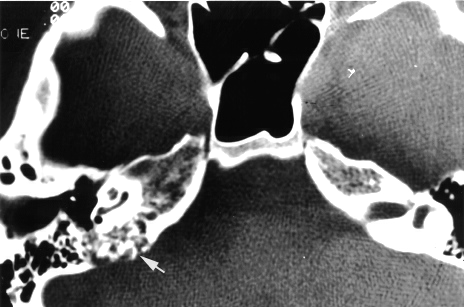
Tomografia komputerowa w skośnej projekcji przez kość skroniową ukazuje ubytki kości spowodowane rozrostem ELST

Na tle zespołu von Hippla-Lindaua może rozwinąć się rzadki guz worka endolimfatycznego (ELST, od ang. endolymphatic sac tumor). Nowotwory tego typu rozwijają się u około 10% pacjentów. Charakteryzuje się on miejscową złośliwością: rozrasta się, niszcząc piramidę kości skroniowej i struktury ucha wewnętrznego, czego następstwem jest różnego stopnia upośledzenie słuchu, do całkowitej głuchoty włącznie. Guz może też naciekać nerwy czaszkowe – twarzowy i przedsionkowo-ślimakowy. ELST rośnie w kierunku móżdżku i kąta móżdżkowo-mostowego, w sposób przypominający inne nowotwory tej lokalizacji. Stwierdzenie guza tylnego dołu czaszki o takim typie wzrostu u pacjenta z rozpoznaną chorobą von Hippla-Lindaua albo z dodatnim wywiadem rodzinnym jest w zasadzie równoznaczne z rozpoznaniem ELST – doniesienia o guzach splotu naczyniówkowego, gruczolakach i gruczolakorakach u pacjentów z HLS prawdopodobnie w rzeczywistości dotyczyły guzów worka endolimfatycznego. Histologicznie ELST nie jest naczyniakiem zarodkowym, przypominając raczej torbielakogruczolaka brodawkowego najądrza.

### Pozostałe narządy

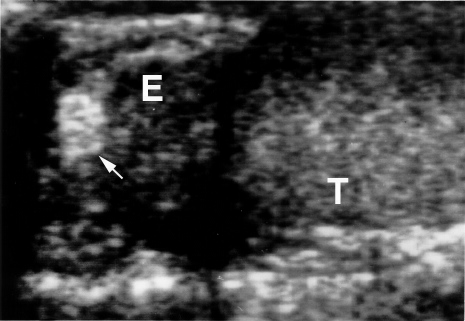
Obraz USG brodawczaka najądrza u pacjenta z HLS. Strzałka pokazuje zmianę, prezentującą się jako echogeniczne ognisko w sąsiedztwie najądrza (E). T – jądro

Brodawczaki najądrza są częstymi zmianami u mężczyzn, ale niedającymi objawów i niewymagającymi leczenia. Ich ekwiwalentem u kobiet są torbiele więzadła szerokiego macicy, przypuszczalnie pochodzenia śródnerczowego. Według VHL Alliance USA zmiany te powinno się określać jako torbielakogruczolak brodawkowaty przydatków przypuszczalnie śródnerczowego pochodzenia (adnexal papillary cystadenoma of probable mesonephric origin, APMO).

### Czerwienica paraneoplastyczna
Naczyniaki zarodkowe móżdżku i rdzenia niekiedy wykazują nadmierną ekspresję erytropoetyny, co objawia się klinicznie czerwienicą.

### Podział kliniczny i korelacja genotyp-fenotyp
W rodzinach obciążonych mutacją genu VHL około 50% pacjentów prezentuje tylko jeden objaw charakterystyczny dla zespołu.
| Typ | Naczyniaki zarodkowe siatkówki | Naczyniaki zarodkowe ośrodkowego układu nerwowego | Rak nerkowokomórkowy | Guz chromochłonny | Guz neuroendokrynny trzustki |
| --- | ------------------------------ | ------------------------------------------------- | -------------------- | ----------------- | ---------------------------- |
| 1   | +                              | +                                                 | +                    | -                 | -                            |
| 2A  | +                              | +                                                 | -                    | +                 | +                            |
| 2B  | +                              | +                                                 | +                    | +                 | +                            |
| 2C  | -                              | -                                                 | -                    | +                 | ?                            |

## Czerwienica czuwaska
Czerwienica czuwaska (rodzinna erytrocytemia typu 2, ang. Chuvash polycythemia, OMIM 263400) jest rzadką postacią alleliczną choroby von Hippla-Lindaua, niezwiązaną z rozwojem guzów. Powoduje ją mutacja punktowa R200W w genie VHL. Choroba ta występuje ze szczególnie dużą częstością w etnicznie jednorodnej populacji Czuwaszów zamieszkujących tereny nadwołżańskie.

## Rozpoznanie
Rozpoznanie zespołu von Hippla-Lindaua stawiane jest na podstawie kryteriów rodowodowo-klinicznych:
1. U osób z rodzin w których zdiagnozowano HLS rozpoznanie można postawić gdy jest obecna przynajmniej jedna z następujących zmian: naczyniak zarodkowy móżdżku, naczyniak zarodkowy siatkówki, guz chromochłonny, mnogie torbiele trzustki, mnogie torbiele nerek, brodawczak najądrza, rak jasnokomórkowy nerki.
2. U osób z ujemnym wywiadem rodzinnym w kierunku HLS rozpoznanie można postawić gdy są obecne przynajmniej dwa naczyniaki zarodkowe móżdżku, albo dwa naczyniaki zarodkowe siatkówki, albo pojedynczy naczyniak zarodkowy w połączeniu z inną zmianą narządową spektrum HLS (wymienione w punkcie 1)[1][19].

## Różnicowanie
Diagnostyka różnicowa rodzinnie występującego raka nerki obejmuje szereg genetycznie uwarunkowanych zespołów rzadszych niż zespół von Hippla-Lindaua (porównanie w tabeli). Badanie histopatologiczne guza i dokładne badanie pozwalają postawić właściwe rozpoznanie.

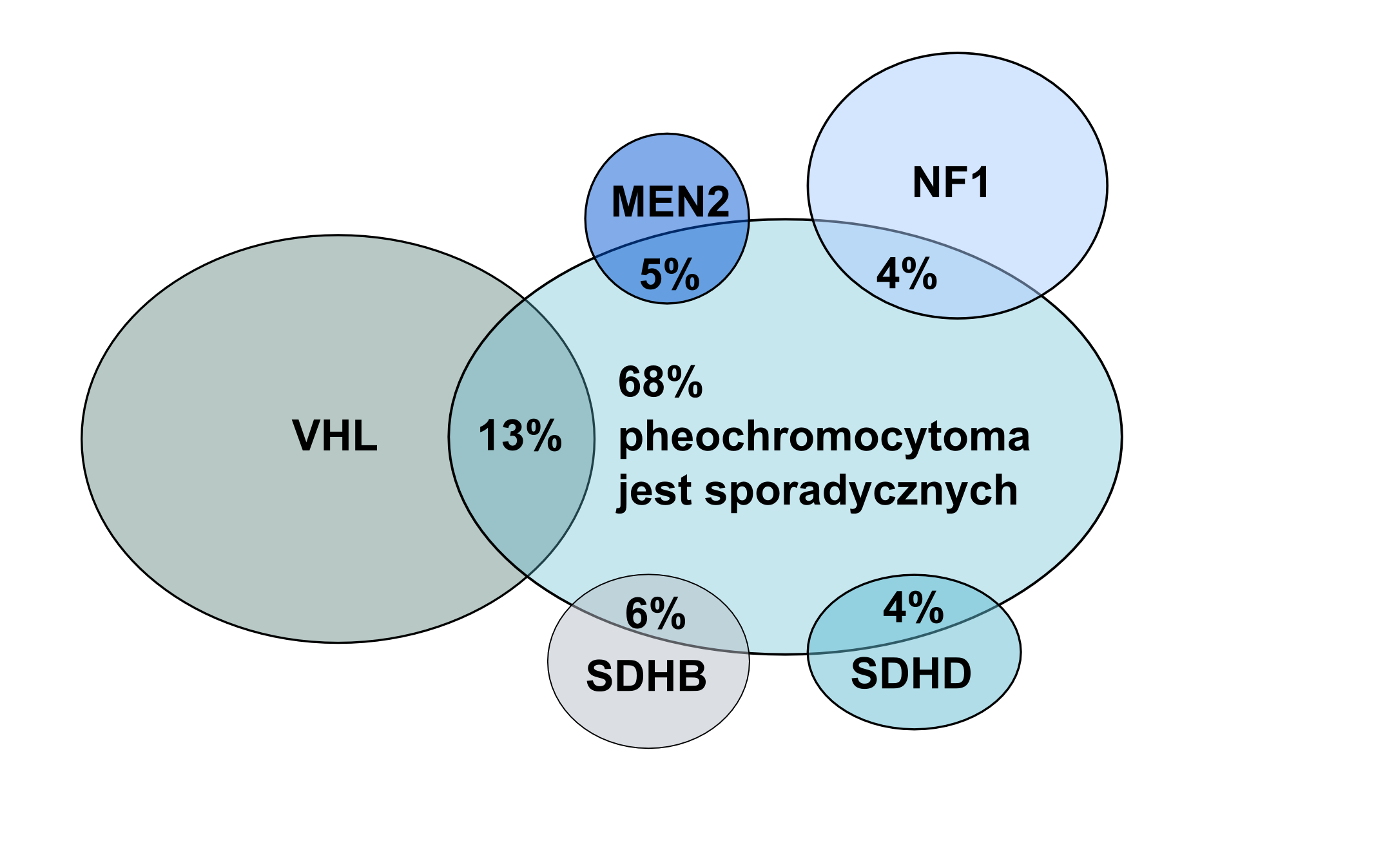
Schemat przedstawiający procentowy udział zespołów genetycznych w rodzinnych guzach chromochłonnych

| Zespół                                                              | OMIM        | Histologia                         | Gen   | Locus | Inne manifestacje choroby                                                          |
| ------------------------------------------------------------------- | ----------- | ---------------------------------- | ----- | ----- | ---------------------------------------------------------------------------------- |
| Zespół von Hippla-Lindaua                                           | OMIM 193300 | Rak jasnokomórkowy                 | VHL   | 3p25  | zobacz artykuł                                                                     |
| Dziedziczny rak brodawkowaty nerkowokomórkowy                       | OMIM 164860 | Rak brodawkowaty (typ I)           | c-MET | 7q31  | Brak                                                                               |
| Dziedziczne mięśniaki gładkokomórkowe i rak nerkowokomórkowy, HLRCC | OMIM 605839 | Rak brodawkowaty (typ II)          | FH    | 1q42  | Liczne mięśniaki gładkokomórkowe (leiomyomata) skóry i macicy                      |
| Zespół Birt-Hogg-Dubé                                               | OMIM 135150 | Wszystkie (zwłaszcza chromofobowy) | BHD   | 17p11 | Włókniakoziarniszczaki (fibrofolliculoma), torbiele płuc, samoistna odma opłucnowa |

Diagnostyka różnicowa rodzinnie występującego guza chromochłonnego dotyczy, według najnowszych badań, nie 10, ale przynajmniej 25% wszystkich guzów chromochłonnych. Tak jak w przypadku raka nerki, zespół Hippla-Lindaua jest też najczęstszą przyczyną niesporadycznego pheochromocytoma. Pozostałe zespoły rodzinnego występowania tych nowotworów porównano w tabeli:
| Zespół                                                                                    | OMIM        | Gen  | Locus | Inne manifestacje |
| ----------------------------------------------------------------------------------------- | ----------- | ---- | ----- | --- |
| Zespół von Hippla-Lindaua                                                                 | OMIM 193300 | VHL  | 3p25  | zobacz artykuł |
| Mnoga gruczolakowatość wewnątrzwydzielnicza typu 2A (zespół Sipple’a, MEN 2A)             | OMIM 171400 | RET  | 10q11 | Rak rdzeniasty tarczycy, nadczynność przytarczyc                                                                                |
| Mnoga gruczolakowatość wewnątrzwydzielnicza typu 2B (zespół Wagemanna-Froboese’a, MEN 2B) | OMIM 162300 | RET  | 10q11 | Rak rdzeniasty tarczycy, marfanoidalna budowa ciała, nerwiaki błon śluzowych                                                    |
| Niedobór SDHB                                                                             | OMIM 115310 | SDHB | 1p36  | Brak |
| Niedobór SDHC                                                                             | OMIM 605373 | SDHC | 1q21  | Brak |
| Niedobór SDHD                                                                             | OMIM 168000 | SDHD | 11q23 | Brak |
| Nerwiakowłókniakowatość typu 1 (choroba von Recklinghausena)                              | OMIM 162200 | NF1  | 17q11 | Plamy barwy kawy z mlekiem na skórze, nerwiakowłókniaki, hamartoma tęczówki (guzki Lischa), glejaki nerwu wzrokowego, białaczka |

## Leczenie
Jak dotąd, możliwości leczenia przyczynowego choroby von Hippla-Lindaua, czyli terapii genowej, są jedynie teoretyczne. Podstawą leczenia jest chirurgiczne usuwanie guzów; stąd tak wielka rola okresowych kontroli i badań obrazowych. W fazie badań klinicznych i przedklinicznych jest szereg związków, hamujących receptory dla PDGF, VEGF i TGFα. Dwa z tych leków, sunitynib i sorafenib, dały obiecujące wyniki leczenia przerzutującego jasnokomórkowego raka nerki i zostały zaaprobowane przez amerykańską Agencję Żywności i Leków do leczenia zaawansowanego raka nerkowokomórkowego.

## Rokowanie
Rokowanie u pacjentów z choroba von Hippla i Lindaua jest ściśle powiązane z wiekiem postawienia rozpoznania i częstością wykonywania okresowych badań. Ponieważ w około 97% przypadków choroba występuje rodzinnie, istnieją możliwości odpowiednio wczesnego postawienia diagnozy. W badaniu na dużej grupie chorych zarejestrowanych w poradni w północno-zachodniej Anglii najczęstszą przyczyną śmierci pacjentów było powikłanie naczyniaków móżdżku (47,7%), a średni czas życia wynosił około 41 lat.

## Organizacja opieki nad pacjentami i ich rodzinami
Rozwój wiedzy na temat genetyki choroby i jej leczenia był bodźcem do organizowania grup wsparcia dla pacjentów z zespołem von Hippla-Lindaua oraz ich rodzin. Pierwszym takim stowarzyszeniem było VHL Alliance USA, założone na początku lat 90. Celem stowarzyszenia było prowadzenie rejestru chorych zamieszkałych w Stanach Zjednoczonych, upowszechnianie wiedzy o chorobie wśród pacjentów, ich rodzin oraz lekarzy. Stowarzyszenie współpracując ze specjalistami ułatwia dostęp do specjalistycznych zabiegów chorym, a z drugiej strony oferuje lekarzom obszerną bazę źródłową, którą stanowią historie chorób pacjentów i próbki ich materiałów biologicznych, stanowiące podstawę prac badawczych nad chorobą. 1. Sympozjum VHL Alliance USA odbyło się w 1994 roku, gdy w rejestrze organizacji znajdowało się kilkanaście rodzin z mutacjami genu VHL. Na 4. sympozjum w 2000 roku organizacja podała, że liczy 2000 członków. Przez ostatnie kilkanaście lat powstał szereg organizacji w innych krajach; obecnie krajowe rejestry chorych znajdują się w Kanadzie, Wielkiej Brytanii, Francji, Belgii, Niemczech, Włoszech, Polsce, Japonii, Szwajcarii.
Badacze z amerykańskich Narodowych Instytutów Zdrowia opracowali dla pacjentów i ich rodzin wytyczne określające częstość i rodzaj wykonywanych badań obrazowych, pozwalających na wczesne wykrycie zmian o charakterze nowotworowym. Schemat badań w postaci zaproponowanej przez Narodowe Instytuty Zdrowia, lub przy niewielkich jej modyfikacjach, obowiązuje we wszystkich ośrodkach specjalistycznych zajmujących się pacjentami z chorobą von Hippla-Lindaua.
| Wiek (lata) | Rekomendowane badania |
| ----------- | --- |
| Od 0-2      | Coroczne badanie fizykalne i okulistyczne |
| Od 2        | Badanie poziomu katecholamin w moczu co 1–2 lata |
| Od 11       | Badanie RM mózgowia i rdzenia kręgowego 2 razy do roku Badanie USG jamy brzusznej co roku Jeśli zostaną stwierdzone torbiele albo guzy – badanie KT co 6 miesięcy |
| Od 20       | Zamiast corocznego badania USG wprowadzić coroczne badanie KT |
| Od 60       | W przypadku braku objawów choroby badanie RM co 3–5 lat; KT przeprowadzać w każdym roku w którym nie było RM                                                      |

## Historia

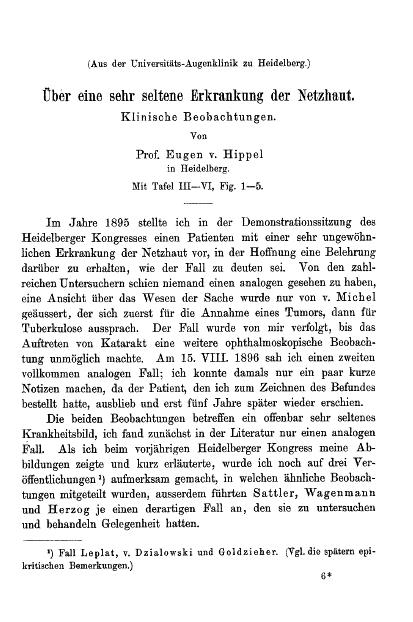
Strona tytułowa pracy Eugena von Hippla z 1904 roku

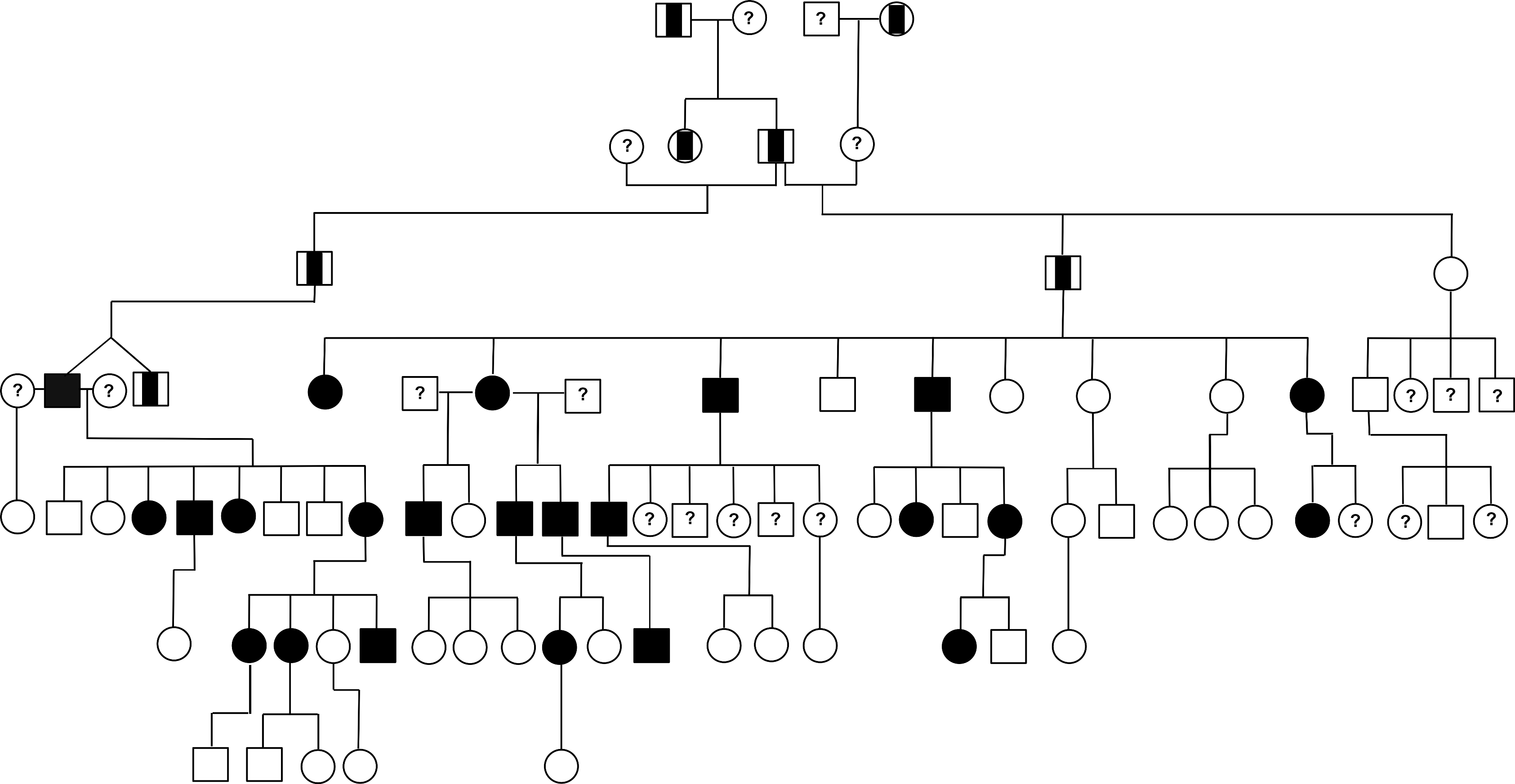
Drzewo genealogiczne siedmiu pokoleń rodziny McCoyów. Objaśnienia symboli: Kółka – kobiety, kwadraty – mężczyźni; zaczernione figury – obecność nowotworu (* – potwierdzenie genetyczne mutacji w genie VHL), białe figury – brak informacji (znak?) albo brak objawów chorobowych. Niecałkowicie zamalowana figura oznacza nowotwór w wywiadzie rodzinnym (nie potwierdzony patomorfologicznie)

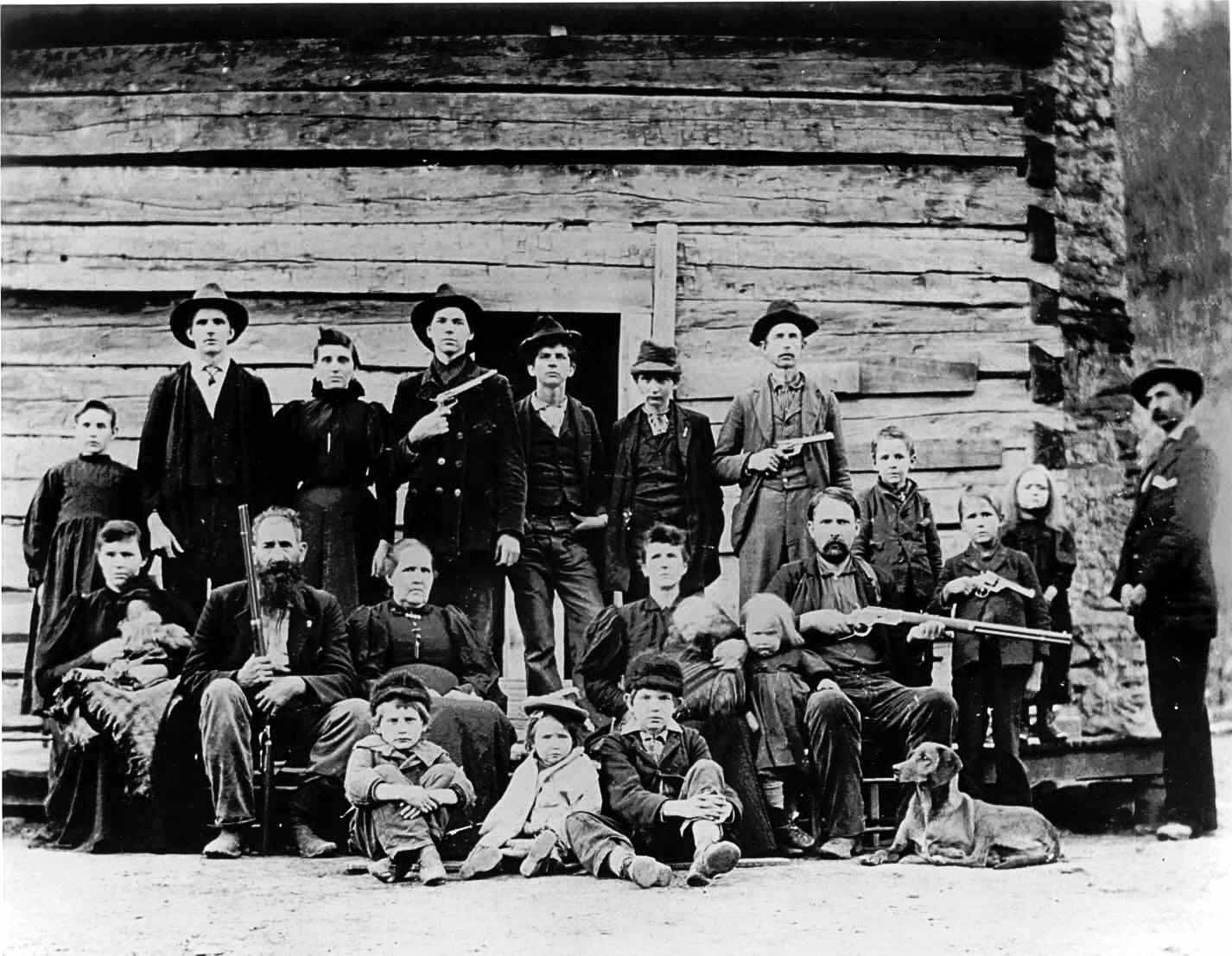
Klan Hatfieldów w 1887 roku. Konflikt rodzin Hatfieldów i McCoyów w latach 1880–1891 pochłonął co najmniej 12 ofiar śmiertelnych po obydwu stronach, by ostatecznie wygasnąć ponad sto lat temu; jednak potomkowie rodziny McCoyów cały czas umierają z powodu dziedziczonej przez pokolenia choroby

Pierwsze dwa opisy choroby przypisuje się niemieckiemu okuliście Eugenowi von Hipplowi (1867-1939) i szwedzkiemu patologowi Arvidowi Vilhelmowi Lindauowi (1892-1958). Wydaje się jednak, że pierwsze opisy powstały wcześniej; jeden z nich pochodzi z 1894 roku i jest autorstwa Edwarda Treachera Collinsa (1862-1932). Treacher Collins opisał szczegółowo histopatologiczny obraz dwóch naczyniowych guzów siatkówki u dwojga rodzeństwa, brata i siostry, zwracając uwagę na obustronne i rodzinne występowanie zmian. Von Hippel rok później opisał zmiany w dnie oka 23-letniego mężczyzny, Ottona Mayera, który dwa lata wcześniej zaczął tracić wzrok. W 1904 roku von Hippel w kolejnej pracy opisał postępujące zmiany siatkówki tego samego pacjenta oraz przypadek drugiego pacjenta, 28-letniego Ottona Moebiusa, u którego rozwinęły się podobne zmiany. W trzeciej pracy z 1911 roku von Hippel przedstawił histologiczne obserwacje preparatu z usuniętego prawego oka Mayera i określił zmianę jako angiomatosis retinae. W 1921 roku Rudolf Brandt przedstawił w swojej pracy wyniki autopsji zmarłego w 1917 roku w wieku 47 lat Ottona Mayera. W ostatnich latach życia pacjent miał różne neurologiczne objawy (porażenie nerwu okoruchowego, trójdzielnego i twarzowego, bóle kończyn i klatki piersiowej, bóle głowy, nudności, ataksję móżdżkową). Sekcja wykazała lite guzy w lewej półkuli móżdżku i stożku rdzeniowym, a także torbiele nerek, trzustki i najądrza. Brandt zasugerował, że guzy te mogły mieć wspólne, dysontogenetyczne pochodzenie.
Arvid Lindau w 1926 roku opisał występowanie guzów móżdżku, nerek, najądrza i siatkówki. Lindau określił chorobę móżdżku jako „Angiomatosis des Zentralnervensystems”. Monografia Lindaua spotkała się z dużym uznaniem; w styczniu 1927 terminu choroby Lindaua użył Wohlwill na kongresie w Hamburgu. W 1929 roku autosomalnie dominujące dziedziczenie choroby stwierdził Möller. Niemiecki fizjolog Johann Nepomuk Czermak (1828-1873) również opisał zmiany w dnie oka na podłożu naczyniaków siatkówki. Przez pewien czas używano zamiennie terminu zespół Hippla-Czermaka albo choroba Lindaua. Jako pierwszy terminu choroba von Hippla i Lindaua użył Charles Davison w 1936 roku. Dopiero w latach 60. Melmon i Rosen usystematyzowali doniesienia o przypadkach choroby, zaproponowali pierwsze kryteria rozpoznania choroby i upowszechnili termin choroby von Hippla-Lindaua. Gen VHL sklonował po raz pierwszy w 1992 roku zespół Faridy Latif z National Cancer Institute-Frederick Cancer Research and Development Center. Kliniczna klasyfikacja choroby z podziałem na typ 1 i typ 2 w zależności od obecności w obrazie klinicznym guza chromochłonnego, została wprowadzona w 1991 roku przez Neumanna i Wiestlera. Typy 2A i 2B wyróżnił Brauch ze współpracownikami w 1995 roku, a typ 2C dodał zespół Hoffmanna w 2001 roku.

## Zespół von Hippla-Lindaua a spór Hatfieldów i McCoyów (1878–1891)
Niedawno zasugerowano, że słynny w Stanach Zjednoczonych spór Hatfieldów i McCoyów (1878–1891) mógł być po części spowodowany zespołem von Hippla-Lindaua u rodziny McCoyów. W rodzinie badanej od 1964 roku w czterech pokoleniach zdiagnozowano 25 przypadków choroby. U członków tego klanu rodzinnie występował guz chromochłonny (obecny w 68% przypadków), który może (ale nie musi) objawiać się związanymi z produkcją katecholamin objawami podmiotowymi, takimi jak zdenerwowanie i niepokój. Objawy te nie są jednak charakterystyczne dla tej choroby i występują w bardzo wielu schorzeniach (między innymi nadczynności tarczycy i cukrzycy). Nie wiadomo czy to właśnie było przyczyną gwałtowności charakterów w rodzinie McCoyów i zaciętości sporu, który pochłonął wiele ofiar śmiertelnych. Pewne jest, że rodzina „McC”, jak przez lata ją opisywano (lekarze opiekujący się McCoyami dopiero niedawno zostali zwolnieni przez rodzinę z tajemnicy lekarskiej) jest jednym z najlepiej udokumentowanych przypadków wielopokoleniowego występowania choroby von Hippla i Lindaua. W rodzinie u 11 na 14 przebadanych chorych stwierdzono mutację Ser149Ala, spowodowaną transwersją guaniny na tyminę w pozycji 658 genu VHL. Duża częstość guza chromochłonnego i rzadkość raka jasnokomórkowego nerki (8%) pozwoliła zakwalifikować chorobę McCoyów do typu 2A choroby von Hippla i Lindaua.